# داريو ماريانيللي
داريو ماريانيللي (بالإيطالية: Dario Marianelli)‏ (و. 1963 – م) هو ملحن من إيطاليا. ولد في بيزا.

## أعمال بارزة
من أهم أعماله:
- Shrooms.

## جوائز وترشيحات
حصل على جوائز منها:
- جائزة الأوسكار لأفضل موسيقى تصويرية، عن عمل: تكفير.

ترشح لـ:
- جائزة الأوسكار لأفضل موسيقى تصويرية، عن عمل: كبرياء وتحامل
- جائزة الأوسكار لأفضل موسيقى تصويرية، عن عمل: تكفير
- جائزة الأوسكار لأفضل موسيقى تصويرية، عن عمل: آنا كارنينا.

==وصلات خارجية==al3aab
- داريو ماريانيللي على موقع IMDb (الإنجليزية)
- داريو ماريانيللي على موقع ألو سيني (الفرنسية)
- داريو ماريانيللي على موقع ميوزك برينز (الإنجليزية)
- داريو ماريانيللي على موقع بوكس أوفيس موجو (الإنجليزية)
- داريو ماريانيللي على موقع قاعدة بيانات الأفلام السويدية (السويدية)
- داريو ماريانيللي على موقع أول ميوزيك (الإنجليزية)
- داريو ماريانيللي على موقع ديسكوغز (الإنجليزية)
- داريو ماريانيللي على موقع قاعدة بيانات الفيلم (الإنجليزية)
- داريو ماريانيللي على موقع كينوبويسك (الروسية)